# Parachartergus
Parachartergus is een geslacht van vliesvleugelige insecten van de familie plooivleugelwespen (Vespidae).

## Soorten
- P. apicalis Fabricius, 1804
- P. fraternus Fabricius, 1804